# Pumpellyite-(Fe2+)
La pumpellyite-(Fe2+) è un minerale.